# Wiesenmühle (Darmstadt-Eberstadt)
Die Wiesenmühle ist ein Bauwerk in Darmstadt-Eberstadt. Heute dient die Mühlenanlage ausschließlich Wohnzwecken. Aus architektonischen, industriegeschichtlichen und stadtgeschichtlichen Gründen ist das Bauwerk ein Kulturdenkmal.

## Geschichte und Beschreibung
Die zuerst im Jahre 1369 erwähnte „Frankensteiner“-Mühle war Lehen der Grafen von Katzenelnbogen und wurde vor dem Jahr 1490 in die Obere Wiesenmühle und Untere Wiesenmühle geteilt.

### Obere Wiesenmühle
Das massive Mühlenhauptgebäude über fünf Achsen aus dem Jahre 1725 trägt auf der Südseite einen Treppengiebel.
Nördlich davon schließt sich ein Seitengebäude als verputzter Fachwerkbau an.
Südlich davon befindet sich ein eingeschossiges Nebengebäude.
Eine alte Natursteinbrücke führt über den Mühlgraben.
Der Hof der Mühle ist gepflastert.

### Untere Wiesenmühle
Das Mühlengeviert wird durch einen schmalen Bruchstein-Torbau aus dem Jahre 1849 erschlossen.
Rechtwinklig dazu steht die Scheune von 1826.
Am Kellereingang befindet sich ein Mühlenwappen mit der Datierung 1726.
Das mehrfach veränderte Hauptgebäude mit einem massiven Erdgeschoss trägt die Datierung 1728 im Türsturz.
Das Obergeschoss des Hauptgebäudes ist in Fachwerk ausgebildet.
Der Hof der Mühle ist mit Basaltpflaster und Feldsteinen gepflastert.
Im Garten befindet sich ein Holzpavillon.